# SEIKO SUITE
『SEIKO SUITE』（セイコ・スイート）は、松田聖子のデビュー20周年を記念し、企画・発売されたCD-BOX型コンピレーション・アルバム。CD7枚＋DVD1枚の、計8枚組。2000年7月5日発売。完全生産限定盤。発売元はソニー・ミュージックハウス。

## 解説
CD7枚+DVD1枚の計8枚組。全8枚のCD・DVDの収録概要は下記。
- Disc 1からDisc 5は、1980年代に発表された楽曲を作曲家別に振り分けて収録。
- Disc 6は、ユニバーサルミュージック[3]からリリースされていたシングルA面曲も含めた、1988年9月以降から1998年までのシングル・コレクション。なお、ユニバーサル所有の楽曲が収録されているのはDisc 6のみである。
- Disc 7は、出演映画のサウンド・トラックに収録されたナンバーやヒット・シングルの別バージョン、生産中止になった過去のベスト盤にのみ収録されていた楽曲など、レアな楽曲ばかりが収録されている。
- DVD（Disc 8）は、初商品化となる「瑠璃色の地球」のフルサイズミュージック・ビデオが収録されたほか、過去にVHSで発売されたライヴビデオからの映像が数曲分、初DVD化された。
- CD音源はすべて、デジタル・リマスタリング（2000年）。

本BOXに発売に際し、円形コースター付の広告ポスターが東京都内主要駅（新宿駅など）に張り出された。コースターは、1981年の業界イベント・パーティで使用された絵柄の復刻物であり、コースターを剥がすと、ポスターの丸型跡にヒット・シングルの曲名が現れる仕組み。 
限定販売商品であるために現在は入手困難で、尚且つファンの間ではコレクターズアイテムとして人気商品のために、発売から20年以上経過した現在でも中古CD市場やオークションなどではプレミア価格で取引されている。当時の販売価格が16,000円と高額CDボックス・セットの先駆けでもあったが、発売直後に全国各地のCDショップで完売が相次ぎ、急遽異例の再プレス追加販売がされるなどしてオリコンでは1万枚のセールスを記録した。2006年までに "松田聖子" 個人名でリリースされたアルバムを対象に復刻された74枚組CD-BOX『Seiko Matsuda』（2006年7月19日）において、この『SEIKO SUITE』が唯一、復刻の対象外となった。74枚のアルバムには収録されていない「Musical Life」（1985年、サントラ「ペンギンズ・メモリー 幸福物語」に収録）が、本BOXにて収録されている。
- Disc1　3曲目「〜南太平洋〜サンバの香り」は、アルバム「SQUALL」（1980年8月1日）収録とは異なり冒頭でフェードインする波音のSEがカットされたバージョン（表記なし）。CD初収録。
- Disc5　17曲目「Please don't go」は、アルバム「Snow Garden」（1987年11月21日）収録とは異なり冒頭のSEが大きくカットされたバージョン。CD初収録。
- Disc7　6曲目「野の花にそよ風 〜サブテーマ「雲」」は、冒頭のInstrumentalがカットされたバージョン（表記なし）（『サブテーマ「雲」』がカットされている、と思われる）。CD初収録。

## 収録曲

### Disc 1
- 小田裕一郎 編（1980-1981）
- 全作曲：小田裕一郎
- 全作詞：三浦徳子
- 全編曲：大村雅朗

1. 青い珊瑚礁　（3:40）
  - 2ndシングル（1980年7月1日）
  - アルバム『SQUALL』（1980年8月1日）収録
2. SQUALL　（3:43）
  - アルバム『SQUALL』収録
3. 〜南太平洋〜 サンバの香り　（3:49）
  - 編曲:信田かずお
  - アルバム『SQUALL』収録
  - 表記無いが冒頭でフェードインする波音SEがカットされたバージョン。
  - 本作が初収録
4. ブルーエンジェル　（2:59）
  - 編曲:信田かずお
  - アルバム『SQUALL』収録
5. ロックンロール・デイドリーム　（4:22）
  - アルバム『SQUALL』収録
6. 潮騒　（3:47）
  - アルバム『SQUALL』収録
7. 裸足の季節　（3:57）
  - 編曲:信田かずお
  - 1stシングル（デビュー曲）（1980年4月1日）
  - アルバム『SQUALL』収録
8. TRUE LOVE 〜そっとくちづけて〜　（3:03）
  - シングル「青い珊瑚礁」（1980年7月1日）B面
9. ナイーブ 〜傷つきやすい午後〜　（3:53）
  - アルバム『Silhouette 〜シルエット〜』（1981年5月21日）収録
10. 愛の神話　（4:18）
  - 編曲:信田かずお
  - アルバム『Silhouette 〜シルエット〜』収録
11. 風は秋色　（4:08）
  - 編曲:信田かずお
  - 3rdシングル（1980年10月1日）
  - アルバム『North Wind』（1980年12月1日）収録
12. 白い恋人　（3:31）
  - アルバム『North Wind』収録
13. North Wind　（3:53）
  - 編曲:信田かずお
  - アルバム『North Wind』収録
14. 花時計咲いた　（5:21）
  - 編曲:信田かずお
  - アルバム『North Wind』収録
15. 冬のアルバム　（3:25）
  - 編曲:信田かずお
  - アルバム『North Wind』収録
16. スプーン一杯の朝　（3:41）
  - アルバム『North Wind』収録
17. ウィンター・ガーデン　（3:55）
  - アルバム『North Wind』収録
18. 少しずつ春　（3:31）
  - シングル「チェリーブラッサム」（1981年1月21日）B面
19. Only My Love　（4:10）
  - 編曲:信田かずお
  - アルバム『North Wind』収録

### Disc 2
- 松任谷由実（呉田軽穂） 編（1982-1984）
- 全作曲：呉田軽穂（13以外）・松任谷由実（13）
- 全作詞：松本隆（13以外）・松任谷由実（13）
- 全編曲：松任谷正隆（3・12・13以外）・大村雅朗（12・13）・新川博（3）

1. 赤いスイートピー　（3:40）　
  - 8thシングル（1982年1月21日）
  - アルバム『Pineapple』（1982年5月21日）収録
2. 制服　（3:34）　
  - シングル「赤いスイートピー」B面
3. レモネードの夏　（3:40）
  - シングル「渚のバルコニー」B面
  - アルバム『Pineapple』収録
4. 渚のバルコニー　（3:40）
  - 9thシングル（1982年4月21日）
  - アルバム『Pineapple』収録
5. 小麦色のマーメイド　（3:36）　
  - 10thシングル（1982年7月21日）
6. マドラス・チェックの恋人　（3:25）　
  - シングル「小麦色のマーメイド」B面
7. 秘密の花園　（3:31）　
  - 12thシングル（1983年2月3日）
  - アルバム『ユートピア』（1983年6月1日）収録
8. ボン・ボヤージュ　（4:31）
  - シングル「Rock'n Rouge」B面
9. 瞳はダイアモンド　（4:17）　
  - 15thシングル（1983年10月28日）
  - アルバム『Canary』（1983年12月10日）収録
10. 蒼いフォトグラフ　（3:55）
  - シングル「瞳はダイアモンド」B面(後に両A面）
  - アルバム『Canary』収録
11. Rock'n Rouge　（4:14）
  - 16thシングル（1984年2月1日）
  - アルバム『Tinker Bell』（1984年6月10日）収録
12. 時間の国のアリス　（4:43）
  - 17thシングル（1984年5月10日）
  - アルバム『Tinker Bell』収録
13. 恋人がサンタクロース　（4:31）
  - クリスマス・アルバム『金色のリボン』（1982年12月5日）収録

### Disc 3
- 大瀧詠一・鈴木茂・細野晴臣 編（1981-1984）
- 全作詞:松本隆

1. 風立ちぬ　（4:36）
  - 作曲:大瀧詠一　編曲:多羅尾伴内
  - 7thシングル（1981年10月7日）
  - アルバム『風立ちぬ』（1981年10月21日）収録
2. 冬の妖精　（3:43）
  - 作曲:大瀧詠一　編曲:多羅尾伴内
  - アルバム『風立ちぬ』収録
3. ガラスの入江　（3:39）
  - 作曲:大瀧詠一　編曲:多羅尾伴内
  - アルバム『風立ちぬ』収録
4. 一千一秒物語　（4:23）
  - 作曲:大瀧詠一　編曲:多羅尾伴内
  - アルバム『風立ちぬ』収録
5. いちご畑でつかまえて　（3:55）
  - 作曲:大瀧詠一　編曲:多羅尾伴内
  - アルバム『風立ちぬ』収録
6. 黄色いカーディガン　（5:02）
  - 作曲・編曲:細野晴臣
  - アルバム『Candy』（1982年11月10日）収録
7. 黄昏はオレンジ・ライム　（4:19）
  - 作曲・編曲:鈴木茂
  - アルバム『風立ちぬ』収録
8. ブルージュの鐘　（4:34）
  - 作曲:細野晴臣　編曲:大村雅朗
  - アルバム『Candy』収録
9. Rock'n'Roll Good-bye　（3:11）
  - 作曲:大瀧詠一　編曲:多羅尾伴内
  - アルバム『Candy』収録
10. 四月のラブレター　（3:03）
  - 作曲:大瀧詠一　編曲:多羅尾伴内
  - アルバム『Candy』収録
11. 天国のキッス　（3:59）
  - 作曲・編曲:細野晴臣
  - 13thシングル（1983年4月27日）
  - アルバム『ユートピア』（1983年6月1日）収録
12. プルメリアの花　（3:49）
  - 作曲・編曲:細野晴臣
  - サウンドトラック『プルメリアの伝説』（1983年7月1日）収録
13. わがままな片想い　（4:01）
  - 作曲・編曲:細野晴臣
  - シングル「天国のキッス」B面
14. 硝子のプリズム　（3:34）
  - 作曲:細野晴臣　編曲:細野晴臣・松任谷正隆
  - シングル「ピンクのモーツァルト」B面
15. ピンクのモーツァルト　（3:58）
  - 作曲:細野晴臣　編曲:細野晴臣・松任谷正隆
  - 18thシングル（1984年8月1日）
  - アルバム『Windy Shadow』（1984年12月8日）収録
16. ガラスの林檎　（3:59）
  - 作曲:細野晴臣　編曲:細野晴臣・大村雅朗
  - 14thシングル（1983年8月1日）

### Disc 4
- 財津和夫・尾崎亜美・Holland Rose・土橋安騎夫・大江千里・Steve Kipner & Paul Bliss 編（1981-1988）
- 全作詞：松本隆（特記以外）
- 全編曲：大村雅朗（特記以外）

1. チェリーブラッサム　（3:21）
  - 作詞:三浦徳子　作曲:財津和夫
  - 4thシングル（1981年1月21日）
  - アルバム『Silhouette 〜シルエット〜』収録
2. Sailing　（4:09）
  - 作詞・作曲:財津和夫
  - アルバム『Silhouette 〜シルエット〜』収録
3. 夏の扉　（3:31）
  - 作詞:三浦徳子　作曲:財津和夫
  - 5thシングル（1981年4月21日）
  - アルバム『Silhouette 〜シルエット〜』収録
4. 白いパラソル　（3:31）
  - 作曲:財津和夫
  - 6thシングル（1981年7月21日）
  - アルバム『風立ちぬ』収録
5. LOVE SONG　（4:29）
  - 作曲:財津和夫　編曲:瀬尾一三
  - アルバム『Pineapple』収録
6. 愛されたいの　（4:24）
  - 作曲:財津和夫
  - シングル「野ばらのエチュード」B面
7. 野ばらのエチュード　（4:05）
  - 作曲:財津和夫
  - 11thシングル（1982年10月21日）
  - アルバム『Candy』収録
8. 星空のドライブ　（3:30）
  - 作曲:財津和夫
  - アルバム『Candy』収録
9. 未来の花嫁　（4:20）
  - 作曲:財津和夫
  - アルバム『Candy』収録
10. レンガの小径　（3:43）
  - 作曲:財津和夫
  - シングル「秘密の花園」B面
11. いそしぎの島　（3:35）
  - 作曲:尾崎亜美
  - アルバム『Tinker Bell』収録
12. ハートのイアリング　（4:06）
  - 作曲:Holland Rose
  - 19thシングル（1984年11月1日）
  - アルバム『Windy Shadow』収録
13. 今夜はソフィストケート　（4:17)
  - 作曲:Holland Rose
  - アルバム『Windy Shadow』収録
14. 天使のウィンク　（4:01）
  - 作詞・作曲:尾崎亜美
  - 20thシングル（1985年1月30日）
  - アルバム『The 9th Wave』（1985年6月5日）収録
15. ボーイの季節　（4:35）
  - 作詞・作曲:尾崎亜美
  - 21stシングル（1985年5月9日）
  - アルバム『The 9th Wave』収録
16. Strawberry Time　（3:59）
  - 作曲:土橋安騎夫
  - 23rdシングル（1987年4月22日）
  - アルバム『Strawberry Time』（1987年5月16日）収録
17. Pearl-White Eve　（4:48）
  - 作曲:大江千里　編曲:井上鑑
  - 24thシングル（1987年11月6日）
18. 凍った息　（4:13）
  - 作曲:大江千里　編曲:井上鑑
  - シングル「Pearl-White Eve」B面
19. Marrakech〜マラケッシュ〜　（3:52）
  - 作曲:Steve Kipner・Paul Bliss
  - 編曲:Steve Kipner・Paul Bliss・David Foster
  - 25thシングル（1988年4月14日）
  - アルバム『Citron』（1988年5月11日）収録

### Disc 5
- 大村雅朗・来生たかお・原田真二・南佳孝・林哲司・SEIKO・David Foster 編（1981-1988）
- 全作詞：松本隆（特記以外）
- 全作曲・編曲：大村雅朗（特記以外）

1. ひまわりの丘　（5:28）
  - 作曲:来生たかお　編曲:船山基紀
  - アルバム『Pineapple』収録
2. パイナップル・アイランド　（3:12）
  - 作曲:原田真二
  - アルバム『Pineapple』収録
3. ピンクのスクーター　（4:22）
  - 作曲:原田真二
  - アルバム『Pineapple』収録
4. 電話でデート　（3:31）
  - 作曲:南佳孝
  - アルバム『Candy』収録
5. 真冬の恋人たち　（4:42）
  - アルバム『Candy』収録
6. セイシェルの夕陽　（4:19）
  - アルバム『ユートピア』収録
7. マイアミ午前5時　（4:58）
  - 作曲:来生たかお
  - アルバム『ユートピア』収録
8. Private School　（4:36）
  - 作曲:林哲司
  - アルバム『Canary』収録
9. Canary　（4:33）
  - 作曲:SEIKO
  - アルバム『Canary』収録
10. SWEET MEMORIES　（4:36）
  - シングル「ガラスの林檎」B面(後に両A面）
11. Sleeping Beauty　（5:44）
  - アルバム『Tinker Bell』収録
12. 密林少女　（4:21）
  - 作曲:林哲司
  - アルバム『Tinker Bell』収録
13. 白い夜　（4:37）
  - 作曲:来生たかお　編曲:武部聡志
  - アルバム『SUPREME』（1986年6月1日）収録
14. 時間旅行　（4:29）
  - 作曲:SEIKO　編曲:井上鑑
  - アルバム『SUPREME』収録
15. 続・赤いスイートピー　（4:29）
  - 作曲・編曲:David Foster
  - アルバム『Citron』収録
16. 抱いて…　（4:36）
  - 作曲・編曲:David Foster
  - アルバム『Citron』収録
17. Please don't go （edited version）　（4:33）
  - 作曲・編曲:南佳孝
  - ベスト・アルバム「Snow Garden」（1987年11月21日）収録
  - 冒頭2分52秒のSEが省略されたedited version。本作初収録

### Disc 6
- SINGLES 編（1988-1998）
- 全作詞:Seiko Matsuda（特記以外）
- 全作曲:Seiko Matsuda・Ryo Ogura（特記以外）
- 全編曲:Yuji Toriyama（特記以外）

1. 旅立ちはフリージア　（4:50）
  - 作曲:タケカワユキヒデ　編曲:井上鑑
  - 26thシングル（1988年9月7日）
2. Precious Heart　（4:27）
  - 作曲:奥居香　編曲:笹路正徳
  - 27thシングル（1989年11月15日）
  - アルバム『Precious Moment』（1989年12月6日）収録
3. We Are Love　（4:35）
  - 作曲:鈴木祥子　編曲: 笹路正徳
  - 31stシングル（1990年11月21日）
  - アルバム『We Are Love』（1990年12月10日）収録
4. きっと、また逢える…　（4:46）
  - 32ndシングル（1992年2月5日）
  - アルバム『1992 Nouvelle Vague』（1992年3月25日）収録
5. あなたのすべてになりたい　（4:16）
  - 33rdシングル（1992年8月1日）
  - アルバム『1992 Nouvelle Vague』収録
6. 大切なあなた　（4:23）
  - 34thシングル（1993年4月21日）
  - アルバム『DIAMOND EXPRESSION』収録
7. A Touch of Destiny　（3:55）
  - 35thシングル（1993年5月21日）
  - アルバム『DIAMOND EXPRESSION』収録
8. もう一度、初めから　（4:53）
  - 編曲:Ryo Ogura
  - 37thシングル（1994年5月11日）
  - アルバム『Glorious Revolution』（1994年6月12日）収録
9. 輝いた季節へ旅立とう　（4:53）
  - 作詞:Meg.C
  - 38thシングル（1994年12月1日）
  - アルバム『It's Style '95』（1995年5月21日）収録
10. 素敵にOnce Again　（4:51）
  - 作詞:Meg.C
  - 39thシングル（1995年4月21日）
  - アルバム『It's Style '95』収録
11. あなたに逢いたくて〜Missing You〜　（5:33）
  - 作詞:Meg.C
  - 40thシングル（1996年4月22日）
  - アルバム『Vanity Fair』（1996年5月27日）収録
12. さよならの瞬間　（4:22）
  - 43rdシングル（1996年11月18日）
  - アルバム『Guardian Angel』（1996年12月5日）収録
13. 私だけの天使〜Angel〜　（5:48）
  - 作詞:Meg.C
  - 45thシングル（1997年4月23日）
  - アルバム『My Story』（1997年5月21日）収録
14. Gone with the rain　（4:45）
  - 作詞:Meg.C
  - 46thシングル（1997年12月3日）
  - アルバム『Sweetest Time』（1997年12月3日）収録
15. 恋する想い〜Fall in love〜　（4:49）
  - 作詞:Meg.C
  - 47thシングル（1998年6月17日）
  - アルバム『Forever』（1998年5月8日）収録
16. Touch the LOVE　（4:51）
  - 作詞:Meg.C
  - 48thシングル（1998年11月26日）
  - ベスト・アルバム『Seiko '96-'98』（1998年12月2日）収録

### Disc 7
- SPECIAL EDITION
- 全作詞：松本隆（特記以外）
- 全作曲・編曲：大村雅朗（特記以外）

1. Musical Life（3:27）
  - サウンドトラック『ペンギンズ・メモリー 幸福物語』（1985年6月21日）収録
2. WITH YOU（3:28）
  - ベスト・アルバム『Seiko・plaza』（1983年11月11日）収録
3. とんがり屋根の花屋さん（3:39）
  - 作曲:SEIKO
  - ベスト・アルバム『Seiko・Town』（1984年11月1日）収録
4. HAPPY SUNDAY(2:57)
  - 作曲:財津和夫
  - クリスマス・アルバム『金色のリボン』（1982年12月5日）収録
5. 野ばらのエチュード（収録別バージョン）（4:02）
  - 作曲:財津和夫
  - クリスマス・アルバム『金色のリボン』収録
6. 野の花にそよ風 〜サブテーマ「雲」（4:49）
  - 作詞・作曲:財津和夫　編曲:瀬尾一三
  - サウンドトラック『野菊の墓』（1981年8月8日）収録
  - 表記はないが、冒頭のInstrumentalがカットされたバージョン。
  - 本作初収録
7. 花一色 〜野菊のささやき〜（4:20）
  - 作曲:財津和夫　編曲:瀬尾一三
  - シングル「白いパラソル」B面
8. パシフィック（3:59）
  - オリジナル・サウンドトラック『プルメリアの伝説』収録
9. 夏服のイヴ（4:42）
  - 作曲:日野皓正　編曲:笹路正徳
  - シングル「時間の国のアリス」B面
10. Caribbean Wind（4:09）
  - シングル「ボーイの季節」B面であるが、サウンドトラック『カリブ・愛のシンフォニー』（1985年5月3日）のMixヴァージョンで収録
11. SWEET MEMORIES （Cinema Version）（3:17）
  - サウンドトラック『ペンギンズ・メモリー 幸福物語』（1985年6月21日）収録

### Disc 8
- MV & LIVE 編　DVD映像集

1. 瑠璃色の地球　
ミュージック・ビデオ・フルヴァージョン（1986年）
2. Sleeping Beauty　（'85日本武道館LIVE）
VIDEO「SEIKO CALL」（1985年）
日本武道館 4月26日・27日（1985年）
3. 瞳はダイアモンド　（'85 & '87武道館LIVE）
VIDEO「SEIKO CALL」（1985年）
VIDEO「Super Diamond Revolution」（1987年）
日本武道館 4月26日・27日（1985年）
日本武道館 6月11日・12日（1987年）
4. ガラスの林檎　（'87武道館LIVE）
VIDEO「Super Diamond Revolution」（1987年）
日本武道館 6月11日・12日（1987年）

extra track
1. 瞳はダイアモンド　（'85武道館LIVE）
VIDEO「SEIKO CALL」（1985年）
日本武道館 4月26日・27日（1985年）
2. 瞳はダイアモンド　（'87武道館LIVE）
VIDEO「Super Diamond Revolution」（1987年）
日本武道館 6月11日・12日（1987年）

## 関連作品
- Seiko Box - 1980年から1985年の楽曲から、全60曲をCD4枚に収録。
- Complete Bible - 1980年から1995年までに発売したシングルをほぼ収録。
- Seiko Matsuda - Sony Recordsから発売されたアルバムを復刻した74枚組の大型CD BOX。特典ディスクあり。